# Flaga Portoryka
Flaga Portoryka – cywilna i narodowa flaga Portoryka. Częściowo wzorowana na kubańskiej i amerykańskiej. Gwiazda symbolizuje kraj, a kolory republikańskie wartości. Niektórzy Portorykańczycy interpretują je jako sprzeciw wobec amerykańskiej dominacji nad ich wyspą.
Zaprojektowana 22 grudnia 1895. Oficjalnie zatwierdzona 24 lipca 1952. Proporcje 2:3.